# Soneto 153
| «» Soneto 153 |
| --- |
| Cupid laid by his brand and fell asleep. A maid of Dian’s this advantage found, And his love-kindling fire did quickly steep In a cold valley-fountain of that ground, Which borrowed from this holy fire of Love A dateless lively heat, still to endure, And grew a seething bath which yet men prove Against strange maladies a sovereign cure. But at my mistress’ eye Love’s brand new fired, The boy for trial needs would touch my breast; I, sick withal, the help of bath desired And thither hied, a sad distempered guest, But found no cure. The bath for my help lies Where Cupid got new fire—my mistress’ eyes. |
| –William Shakespeare |

O Soneto 153 faz parte dos 154 Sonetos de Shakespeare. Faz um dueto, juntamente com o Soneto 154, que aborda temas eróticos, falando sobre Cupido e as ninfas.

## Estrutura
Como ocorre com os sonetos de Shakespeare, sua estrutura repousa em um modelo de soneto, o soneto inglês, com esquema rímico característico de 3 quartetos e um dístico, ABAB CDCD EFEF GG.
Seu ritmo repousa sobre versos decassílabos, em pentâmetro iâmbico, como quase todos os outros sonetos da série.

## Sinopse
Este soneto usa uma antiga parábola para demonstrar que o fogo do amor é inextinguível. Ele continua argumentando que somente os olhos da amante podem curar o poeta.
O fato de os sonetos 153 e 154 parecerem partes de um tema, diferenciando-os dos anteriores, fez alguns autores suspeitarem de que não são de Shakespeare. Eles são anacreônticos, tratando dos temas de amor, vinho e música, em imitação do poeta grego Anacreonte e seus epígonos. 
Esses dois sonetos, que podem ser considerados apêndices da história do soneto anterior, não tocam em nenhum dos principais temas dos sonetos. 
Eles se afastam da narrativa descrita pelos sonetos da lista, até então e, em vez disso, se baseiam em mitos gregos antigos.
No Soneto 153, depois que Cupido, deus do amor, adormece, uma "empregada de Dian" rouba o "fogo que acende o amor" de Cupido e o extingue em uma fonte de vale dourado. À medida que a fonte absorve o calor do fogo, a água atua como uma poção curativa para "doenças estranhas" — por exemplo, a doença do amor. No entanto, o poeta encontra a melhor cura para sua paixão nos olhos de sua amante.

## Traduções

### Tradução deThereza Christina Rocque da Motta
A tradutora usa uma tradução quase literal, sem se ater a métrica, ritmo nem rima, presentes no soneto original.

Cupido adormeceu ao lado de sua flecha.

Uma das ninfas de Diana aproveitou o seu descuido,

E rapidamente mergulhou a sua flama amorosa

Numa fonte fria do vale que encontrou pelo caminho,

E logo tirou do sagrado fogo do Amor

Um calor vivo, eterno, permanente,

Criando um banho balsâmico, onde

Há cura para tantas estranhas doenças.

Mas aos olhos da amada acendeu-se a flecha do Amor,

Com que o menino ingênuo tocou o meu coração;

Eu, desvalido, quis me curar em suas águas,

E corri apressado, como um hóspede triste e destemperado,

Mas não me curei; o banho para minha cura está

Onde Cupido acendeu sua chama: nos olhos do meu amor.

### Tradução de José Arantes Junior
O tradutor, à sua maneira, preferiu dar forma plástica, não obedecendo a esquema rítmico de pentâmetro iâmbico nem a métrica de versos decassílabos, optando por usar 36 caracteres por verso, que, na utilização de fonte monoespaçada, mostra uma forma plástica. Manteve, no entanto, o esquema rímico de 3 quartetos e um dístico, ABAB CDCD EFEF GG, acrescentando-lhe um título. 

Força e fraqueza no amor

Cupido depôs a sua tocha e adormeceu

Uma ninfa de Diana viu esta vantagem

Pegou habilmente a tocha e a embebeu

Numa fonte do vale daquelas paragens;

Ela tomou emprestado do fogo do amor

Com lume ilimitado marcando presença,

Para os homens provarem daquele teor,

Para ser a cura de estranhas doenças;

Há novo fogo no olhar de minha amada

E uma carência doída tocou meu peito,

Tentei me banhar nas águas relatadas

E corri como um hóspede insatisfeito;

Porém não obtive cura após me banhar

Cupido acendeu um novo fogo no olhar.

### Tradução deMilton Lins
A tradução, mantendo o esquema rímico do soneto inglês (ABAB CDCD EFEF GG), fugiu do verso decassílabo, mostrando o soneto como um dodecassílabo alexandrino, em sua maior parte num ritmo de hexâmetro iâmbico, mas não em toda a composição. E não seguiu o ritmo holístico esperado no caso.

Cupido adormeceu, a tocha tendo ao lado:

A dama de Diana, achada a ocasião,

Surrupiou-lhe o fogo, elã do amor mimado,

No frio nascedouro ali daquele chão;

Que tomou emprestado o seu fogo querido

Com seu calor sem fim, na gana de impingir

Um banho fervilhante ao homem merecido

Contra tão amplo mal melhor cura há de vir.

Do olhar do meu Amor, um fogaréu de sonho,

Cupido, estando ali, tocar-me-ia o peito.

E eu, assim doente, e precisando um banho,

Para granjear a cura, um convidado afeito,

Porém não fiquei bom: o banho salvador

Fou Cupido quem deu - o olhar do meu amor.